# Malou Pheninckx
Malou Pheninckx (Oosterhout, 24 de julio de 1991) es una exjugadora holandesa de hockey sobre césped.

## Trayectoria
Pheninckx debutó en la selección nacional en el 2013. En los juegos olímpicos de Tokio 2020 venció a Argentina en la final y obtuvo la medalla de oro.